# Молокова (Ірбітський міський округ)
Мо́локова (рос. Молокова) — присілок у складі Ірбітського міського округу Свердловської області.
Населення — 50 осіб (2010, 139 у 2002).
Національний склад населення станом на 2002 рік: росіяни — 97 %.